# Регистрационные знаки транспортных средств Украины
Регистрационные знаки транспортных средств на территории Украины — специальный символический регистрационный знак, изготавливаемый из металлических (или из другого материала) пластин и устанавливаемый на транспортное средство (ТС), используемый для учёта автомобилей, мотоциклов, грузовой, специальной, строительной и военной техники, а также прицепов.

## История
Первые номера на территории современной Украины появились ещё когда эта территория являлась частью Российской империи. В те времена ещё не было единого номерного стандарта в России, поэтому вид номеров можно отследить только по фотохронике. Так, к 1917 году, в Киеве выдавались номера с тремя цифрами и одной буквой.
Часть земель современной Украины до 1946 года входила в состав других государств. Соответственно, на этих территориях выдавались номерные знаки стандарта, принятого на территории того государства. Так, Галиция, Буковина и Закарпатская Украина до 1918 года являлись частью Австро-Венгерской империи.
После распада Австро-Венгерской империи в 1918—1920 годах, часть западных областей Украины вошли в состав Польши (Волынское, Львовское, Станиславовское и Тарнопольское воеводства), Румынии (Буковина и Бессарабия) и Чехословакии (Закарпатская Украина). На этих территориях выдавались номера стандарта соответствующих стран вплоть до присоединения земель к Украинской ССР, то есть до 1939, 1940 и 1946 годов соответственно.
На остальной части УССР, входившей в Советский Союз, до 1941 года выдавались номерные знаки советского образца, принадлежавшие Украинской ССР.
В 1941—1944 годах территория УССР была оккупирована немецкими, венгерскими, румынскими и другими войсками, большая часть вошла в состав рейхскомиссариата Украина. На территории рейхскомиссариата с 1941 года выдавались номерные знаки серии RKU с последующими четырьмя цифрами. С 1942 года — серии RU с шестью цифрами.
|  |  |  |

Распределение по номерам было следующее:
| Диапазон серии RKU | Генеральный комиссариат   |
| ------------------ | ------------------------- |
| 1 — 2000           | Брест-Литовск (спецсерия) |
| 2001 — 3000        | Брест-Литовск             |
| 3001 — 4000        | Житомир                   |
| 4001 — 5000        | Киев                      |
| 6001 — 7000        | Николаев                  |
| 7001 — 8000        | Днепропетровск            |

| Диапазон серии RU | Генеральный округ                                                      |
| ----------------- | ---------------------------------------------------------------------- |
| 1 — 300           | Управление Рейхскомиссариата в Ровно (с 1943 года)                     |
| 1 — 160000        | Волынь-Подолье (нем. Generalbezirk Wolhynien-Podolien)                 |
| 200001 — 265000   | Житомир (нем. Generalbezirk Shitomir)                                  |
| 265001 — 267000   | Полесье (с 1943 года)                                                  |
| 300001 — 360000   | Киев (нем. Generalbezirk Kiew)                                         |
| 400001 — 451000   | Николаев (нем. Generalbezirk Nikolajew)                                |
| 500001 — 552000   | Днепропетровск (нем. Generalbezirk Dnjepropetrowsk)                    |
| 600001 — 621999   | Крым (полуокруг Таврия) (нем. Generalbezirk Krim (Teilbezirk Taurien)) |
| 690000 — 692000   | Рабочие службы (с 1943 года)                                           |

По мере освобождения УССР, на её территории вновь продолжилась выдача номеров Украинской ССР. Выдача таких номеров продолжалась до обретения Украиной независимости в 1991 году. В 1992—1993 годах на территории Украины началась выдача номеров собственного стандарта, фактически представляющая собой незначительную модификацию советских номеров последнего стандарта. С 1995 года на Украине введён новый стандарт номеров, на этот раз отличающийся от советского. В течение всего периода 1995—2004 годов отдельные виды номеров добавлялись или модифицировались. В 2004 году на Украине началась выдача номеров текущего стандарта. В 2004—2007 годах некоторые виды номеров также были модифицированы. В 2015 году многие виды номеров были модифицированы: на них появилась синяя полоса, как на большинстве номерных знаках стран Европы.

## Современные автомобильные номера Украины (с2015 года)

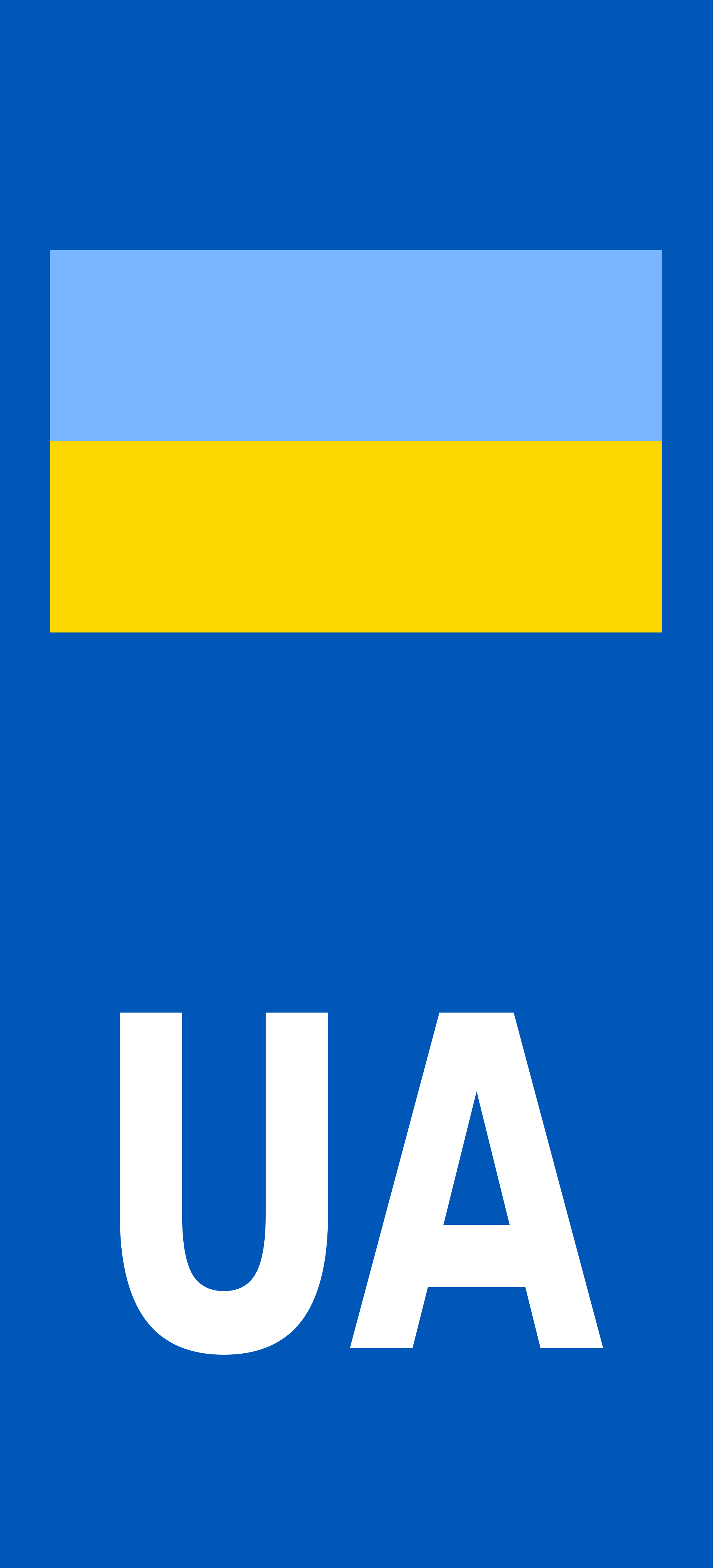
Украинская версия стандартных номерных знаков ЕС, представлена в 2015 году.

### Используемые типы номеров
- 1.1 — Номерные знаки для автомобилей, прицепов, автобусов. Выдача буквенных серий автотранспорту идёт по порядку с начала латинского алфавита с буквами, имеющими аналог в украинской кириллице (АА, АВ, АС…), прицепам — с конца (ХХ, ХТ, ХР, ХО…)[1].

Подтип 1.1.2 — Номерные знаки для электромобилей (с 2020 года). Выдача буквенных серий автотранспорту шла по порядку с конца латинского алфавита (ZА, ZB, ZC…), с 2022 года буква Z была заменена на Y (YA, YB, YC...) во избежание ассоциаций со знаком российского вторжения.
- 1.2 — Номерные знаки для автобусов, микроавтобусов и такси, имеющие лицензию на пассажирские перевозки.

Подтип 1.2.4 — Номерные знаки для электрических автобусов и электромобилей такси (с 2020 года). Выдача началась с серии TV, помоимо неё предусмотрены серии AY, AZ, BG, BL, BN, BQ, BR, TU, TY, TZ.
- 1.3 — Номерные знаки для автомобилей с нестандартным местом крепления номерного знака (в основном американского и японского производств), с 1 ноября 2007 года.

- 2.1 — Номера для разовых поездок на автомобилях, прицепах к ним и автобусах. С 1 января 2007 года. Первые две цифры обозначают регион регистрации по кодировке 1995—2004 годов. Срок действия таких номеров — 2 месяца.

- 2.2 — Номера для разовых поездок на автомобилях, прицепах к ним и автобусах, выдаваемые предприятиями-производителями или дилерами. С 1 января 2007 года. Срок действия — 10 дней.

- 3.1 — Номерные знаки для мопедов. Выдаются в обязательном порядке с 2010 года, до этого периода каждая область либо имела свой стандарт для мопедной техники, либо такую технику вовсе не нужно было регистрировать.

- 3.2 — Номера для разовых поездок на мопедах.

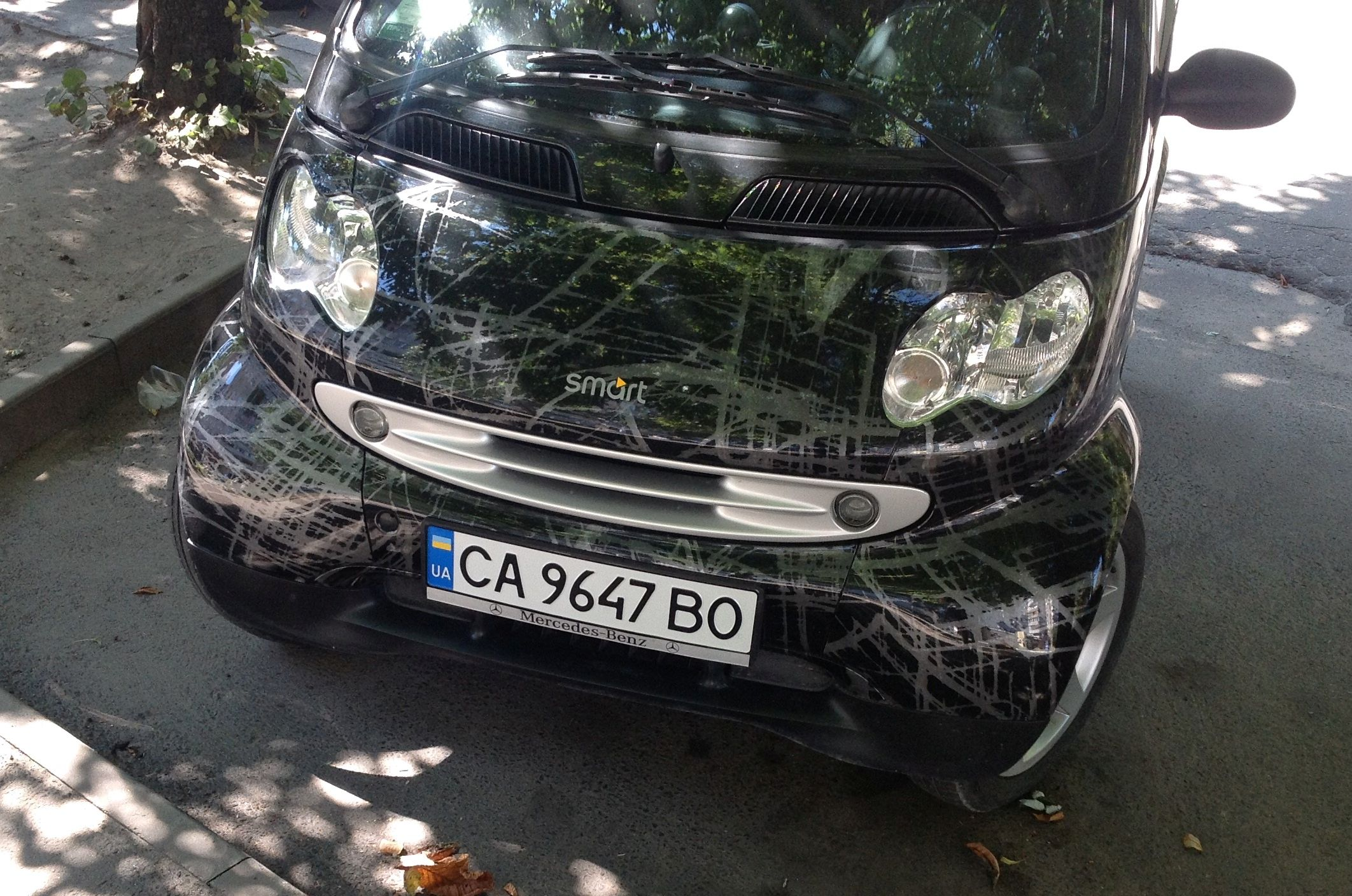
Smart Fortwo с современным номерным знаком, 2015

- 3.3 — Номера для разовых поездок на мопедах, выдаваемые предприятиями-производителями или дилерами.

- 4.1 — Знаки для автотранспорта сотрудников дипломатических представительств, консульств, представительств международных организаций, обладающих дипломатическим статусом. С 1 июля 2013 года.

- 4.2 — Знаки для автотранспорта сотрудников дипломатических представительств, консульств, представительств международных организаций, не обладающих дипломатическим статусом (техперсонал). С 1 июля 2013 года.

- 4.3 — Знаки для автотранспорта глав дипломатических представительств, консульств, представительств международных организаций. С 1 июля 2013 года.

- 5 — Номера для мотоциклов, мотоколясок и мотороллеров.

- 6.1 — Транзитные номера для мотоциклов, мотоколясок и мотороллеров. С 1 января 2007 года.

- 6.2 — Транзитные номера для мотоциклов, мотоколясок и мотороллеров, выдаваемые предприятиями-производителями или дилерами. С 1 ноября 2007 года.

- 7.1 — Номерные знаки автомобилей, изготавливаемые по индивидуальному заказу, с 1 января 2007 года (индивидуальный номер «американского» стандарта — с 1 ноября 2007 года). Особенностью по отношению к номерам типа 1 является возможность использования произвольных букв кириллицы, не имеющих аналогов в латинском алфавите, и наоборот — любых букв латиницы, не имеющих кириллического соответствия. Наиболее часто владельцы заказывают на номерах имена, а также иные слова или сокращения, разрешается нанесение картинки или логотипа. Индивидуальные номерные знаки на Украине являются «подменными», то есть автомобиль изначально регистрируется обыкновенным номером, который за ним остаётся, но хранится в ГАИ, так как выезд за пределы Украины с индивидуальным номером запрещён. Номера заказываются за дополнительную плату, которая варьируется в зависимости от количества символов и наличия/отсутствия логотипа.

- 7.2 — Номерные знаки мотоциклов, изготавливаемые по индивидуальному заказу. Правила использования те же, что у индивидуальных автомобильных номеров.

- 8.1 — Номерные знаки для тракторов, их прицепов и самоходных машин. Внешний вид знака не изменился с 1995 года, только расширена область применения, и кодификация приведена в соответствие автомобильной.

- 8.2 — Транзитные номерные знаки для тракторов, их прицепов и самоходных машин, снятых с учёта. Выдаются с июля 2013 года, до июля 2013 года в качестве транзитных тракторных номеров использовались бумажные транзитные номерные знаки образца 1995—2000 годов.

- 9 — Номерные знаки для автотранспорта, автотранспортных прицепов и тракторов военнослужащих Украины. Внешний вид знака не изменился с 1995 года, только расширена область применения.

- 9.1— Свой номер есть у высшего руководства Минобороны, количество звёздочек соответствует рангу лица.

- 9.2 — Номерные знаки для добровольческих батальонов и волонтёрских организаций.

- 10 — Номерные знаки для мототехники и тракторных прицепов Вооружённых сил Украины, Государственной пограничной службы Украины, ГСЧС Украины. Внешний вид знака не изменился с 1995 года.

- 11 — Номерные знаки ТС органов и подразделений МВД Украины (полиции, ранее — милиции) с 1 августа 2005 года. Кодификация региона на таких номерах соответствует номерам периода 1995—2004.

- 12.1 — Номерные знаки крупнотоннажных и технологических ТС, с 2010 года. В отличие от предыдущего стандарта, буквенный код региона полностью совпадает с автомобильным, за исключением неиспользуемых кодов AA (город Киев) и CH (город Севастополь), которые объединены с кодами AI (Киевская область) и AK (АР Крым) соответственно.

- 12.2 — Транзитные (разовые) номерные знаки крупнотоннажных и технологических ТС, снятых с учёта.

- 13.1 — Номерные знаки Государственной службы Украины по чрезвычайным ситуациям (буква E от англ. emergency).

- 14.1 — Номерные знаки Государственной пограничной службы Украины (буква B от англ. border)[3].

- 15.1 — Номерные знаки Национальной гвардии Украины (буква G от англ. guard).

### Кодификация регионов

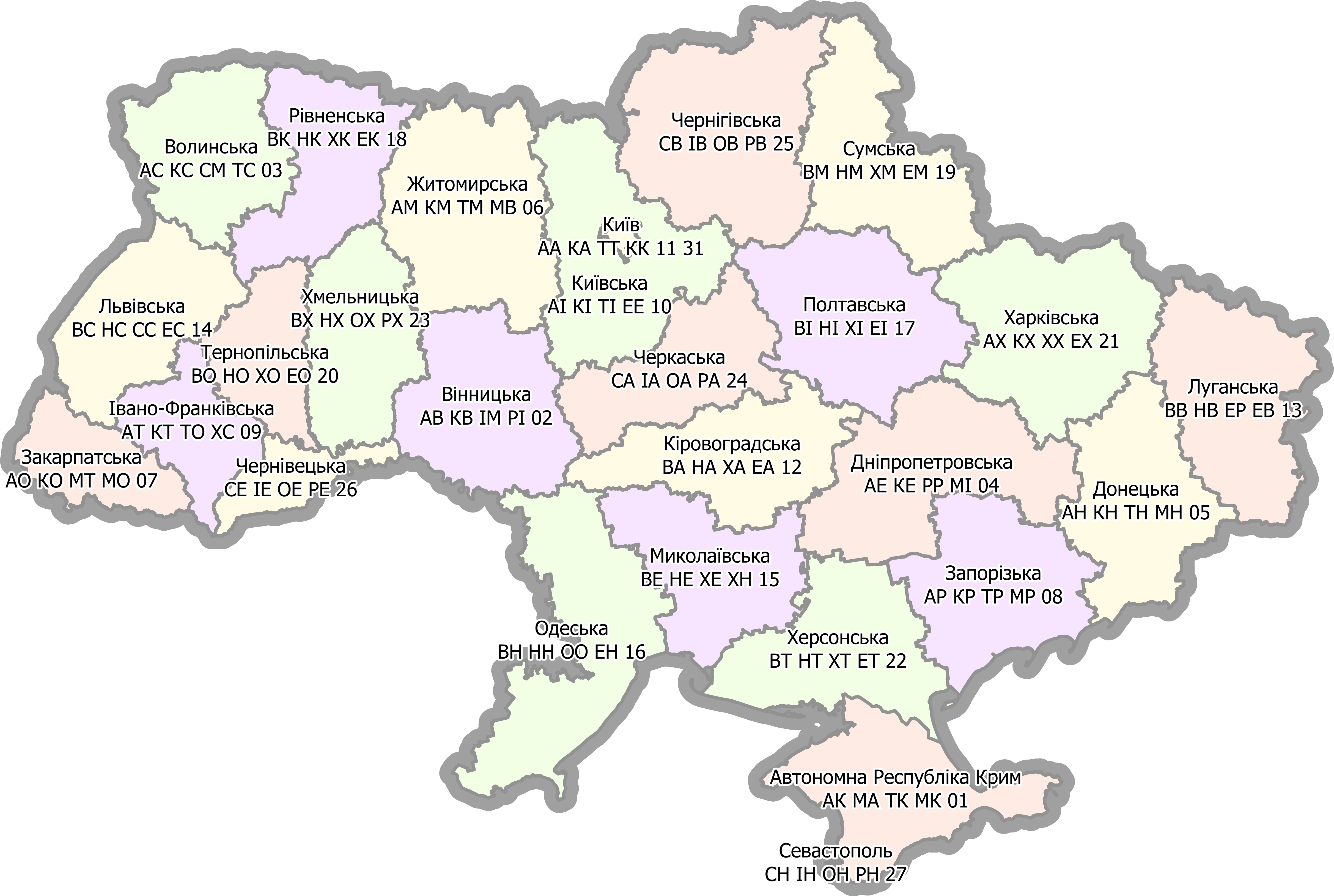
Коды регионов на карте

Регионы кодируются по порядку в соответствии с латинским алфавитом, например, АА, АВ, АС и так далее. Таким образом, современная кодификация регионов не имеет ничего общего с кодификациями предыдущих стандартов номеров. Для использования на знаках разрешены 12 букв украинской кириллицы, имеющие графические аналоги в латинском алфавите — А, В, С, Е, Н, I, К, М, О, Р, Т, Х. Данный код ставится в начале стандартного автомобильного номера.
В конце 2013 года было принято решение о введении дополнительных кодов регионов, в связи с исчерпанием комбинаций действующих. В кодах регионов первая буква А меняется на К, В — на Н, С — на I. Старые коды также остаются действительны. По состоянию на 27 апреля 2020 года выданы номера с регионами КА, КЕ, КІ, КК,НН, КХ, НЕ, НТ.
Согласно приказу МВД Украины № 166 от 2 марта 2021 года вводятся новые буквосочетания для обозначения кода региона:
| Первоначальный код | Новые коды | Новые коды | Новые коды | Регион                    |
| ------------------ | ---------- | ---------- | ---------- | ------------------------- |
| AA                 | КА         | ТТ         | ТА         | город Киев                |
| AB                 | КВ         | ММ         | ОК         | Винницкая область         |
| AC                 | КС         | СМ         | ТС         | Волынская область         |
| AE                 | КЕ         | РР         | МІ         | Днепропетровская область  |
| AH                 | КН         | ТН         | МН         | Донецкая область          |
| AM                 | КМ         | ТМ         | МВ         | Житомирская область       |
| AO                 | КО         | МТ         | МО         | Закарпатская область      |
| AP                 | КР         | ТР         | МР         | Запорожская область       |
| AT                 | КТ         | ТО         | ХС         | Ивано-Франковская область |
| AI                 | КI         | ТІ         | МЕ         | Киевская область          |
| AК                 | КК         | ТК         | МК         | АР Крым                   |
| BA                 | НА         | ХА         | ЕА         | Кировоградская область    |
| BB                 | НВ         | ЕЕ         | ЕВ         | Луганская область         |
| BC                 | НС         | СС         | ЕС         | Львовская область         |
| BE                 | НЕ         | ХЕ         | ХН         | Николаевская область      |
| BH                 | НН         | ОО         | ЕН         | Одесская область          |
| BI                 | НI         | ХІ         | ЕІ         | Полтавская область        |
| BK                 | НК         | ХК         | ЕК         | Ровенская область         |
| BM                 | НМ         | ХМ         | ЕМ         | Сумская область           |
| BO                 | НО         | ХО         | ЕО         | Тернопольская область     |
| AX                 | КХ         | ХХ         | ЕХ         | Харьковская область       |
| BT                 | НТ         | ХТ         | ЕТ         | Херсонская область        |
| BX                 | НХ         | ОХ         | РХ         | Хмельницкая область       |
| CA                 | IА         | ОА         | РА         | Черкасская область        |
| CB                 | IВ         | ОВ         | РВ         | Черниговская область      |
| CE                 | IЕ         | ОЕ         | РЕ         | Черновицкая область       |
| СН                 | ІН         | ОН         | РН         | город Севастополь         |

### Коды, применяемые на регистрационных знаках дипломатических представительств
Первые три цифры обозначают код страны, порядковые номера с 001 по 199 обозначают код государства, к которому принадлежит дипломатическое представительство, номера с 200 по 299 обозначают код международной организации, а с 300 по 399 — код государства консульской организации. Следующие три цифры (на номерах серий DP и S) — порядковый номер транспортного средства данного дипломатического представительства.
Перечень цифровых кодов, применяемых на регистрационных знаках для обозначения транспортных средств аккредитованных консульских учреждений, международных (межгосударственных) организаций, иностранных банков и фирм, зарубежных органов печати, радио, телевидения.
| Код | Дипломатическое представительство                          |
| --- | ---------------------------------------------------------- |
| 001 | Не используется, ранее принадлежал Российской Федерации    |
| 002 | Соединённые Штаты Америки                                  |
| 003 | Китайская Народная Республика                              |
| 004 | Соединённое Королевство Великобритании и Северной Ирландии |
| 005 | Французская Республика                                     |
| 006 | Федеративная Республика Германия                           |
| 007 | Венгрия                                                    |
| 008 | Литовская Республика                                       |
| 009 | Республика Болгария                                        |
| 010 | Республика Армения                                         |
| 011 | Австралийский Союз                                         |
| 012 | Государство Израиль                                        |
| 013 | Республика Беларусь                                        |
| 014 | Республика Польша                                          |
| 015 | Эстонская Республика                                       |
| 017 | Королевство Швеция                                         |
| 018 | Мексиканские Соединённые Штаты                             |
| 019 | Греческая Республика                                       |
| 020 | Республика Индия                                           |
| 021 | Исламская Республика Иран                                  |
| 022 | Монголия                                                   |
| 023 | Социалистическая Республика Вьетнам                        |
| 024 | Австрийская Республика                                     |
| 025 | Арабская Республика Египет                                 |
| 026 | Аргентинская Республика                                    |
| 027 | Япония                                                     |
| 028 | Канада                                                     |
| 029 | Португальская Республика                                   |
| 030 | Республика Чили                                            |
| 031 | Итальянская Республика                                     |
| 032 | Королевство Испания                                        |
| 033 | Словацкая Республика                                       |
| 034 | Румыния                                                    |
| 035 | Турецкая Республика                                        |
| 036 | Королевство Норвегия                                       |
| 037 | Алжирская Народная Демократическая Республика              |
| 038 | Швейцарская Конфедерация                                   |
| 039 | Республика Нигер                                           |
| 040 | Государство-город Ватикан                                  |
| 041 | Азербайджанская Республика                                 |
| 042 | Республика Корея                                           |
| 043 | Федеративная Республика Бразилия                           |
| 044 | Королевство Дания                                          |
| 045 | Латвийская Республика                                      |
| 046 | Республика Хорватия                                        |
| 047 | Республика Кипр                                            |
| 048 | Чешская Республика                                         |
| 049 | Финляндская Республика                                     |
| 050 | Республика Сейшельские Острова                             |
| 051 | Организация Объединённых Наций                             |
| 052 | Центрально-Африканская Республика                          |
| 053 | Республика Словения                                        |
| 054 | Королевство Бельгия                                        |
| 055 | Республика Молдова                                         |
| 056 | Республика Куба                                            |
| 057 | Республика Филиппины                                       |
| 058 | Южно-Африканская Республика                                |
| 059 | Исламская Республика Пакистан                              |
| 060 | Ливийская Республика                                       |
| 061 | Международный банк реконструкции и развития                |
| 062 | Ливанская Республика                                       |
| 064 | Республика Сингапур                                        |
| 065 | Республика Ирландия                                        |
| 066 | Королевство Нидерланды                                     |
| 067 | Республика Казахстан                                       |
| 068 | Грузия                                                     |
| 069 | Республика Ирак                                            |
| 070 | Киргизская Республика                                      |
| 071 | Республика Таджикистан                                     |
| 072 | Республика Узбекистан                                      |
| 073 | Туркменистан                                               |
| 074 | Королевство Таиланд                                        |
| 075 | Тунисская Республика                                       |
| 076 | Республика Гана                                            |
| 077 | Республика Сербия                                          |
| 078 | Княжество Лихтенштейн                                      |
| 079 | Республика Индонезия                                       |
| 080 | Королевство Марокко                                        |
| 081 | Иорданское Хашимитское Королевство                         |
| 082 | Государство Кувейт                                         |
| 083 | Великое Герцогство Люксембург                              |
| 085 | Восточная Республика Уругвай                               |
| 086 | Республика Перу                                            |
| 088 | Афганистан                                                 |
| 089 | Украинский научно-технологический центр (УНТЦ)             |
| 091 | Республика Албания                                         |
| 092 | Северная Македония                                         |
| 093 | НАТО, офис связи                                           |
| 094 | НАТО, информационный центр                                 |
| 095 | Международный валютный фонд                                |
| 096 | Новая Зеландия                                             |
| 097 | Народная Республика Бангладеш                              |
| 098 | Комиссия Европейского экономического сообщества            |
| 099 | Европейский банк реконструкции и развития                  |
| 100 | сервисная серия                                            |
| 212 | Миссия Международного Комитета Красного Креста             |

### Коды, применяемые на военных номерных знаках
На регистрационных знаках транспортных средств, принадлежащих Вооружённым силам, другим воинским формированиям, органам исполнительной власти в подчинении которых находятся воинские формирования используются собственные буквенные обозначения в комбинации с цифрами от 1 до 9, в том числе с использованием кириллических букв.
- Вооружённые силы Украины используют буквы А, В, Е, К, Н, Р, С, Т для автотранспорта и буквы І, М, О, Х — для прицепов; в комбинации с цифрами от 1 до 9. Также используются буквы Б[6], И[7] и П[8].
- Национальная гвардия Украины использовала букву Ф (Ф4 — для автотранспорта, Ф5 — для прицепов).
- Государственная специальная служба транспорта использует комбинацию Г2. Комбинация Г1 принадлежала расформированной в 2000 году Национальной гвардии.
- Служба безопасности Украины использует буквы С, Р, Т с цифрой 6 (С6, Р6, Т6)
- Государственная служба специальной связи и защиты информации Украины с второго полугодия 2015 года использует комбинацию С2 (для автомобилей), и О2 (для прицепов). По состоянию на апрель 2015 года транспортным средствам Госспецсвязи принадлежат комбинации Н6, Р6 и Т6, используемые ещё со времён войск правительственной связи СБУ.
- Государственная пограничная служба Украины использовала букву Ю, последняя цифра обозначала региональную принадлежность (от 1 до 7)
- Государственная служба Украины по чрезвычайным ситуациям использовала букву Ч с цифрами 1, 2, 3 (Ч1, Ч2, Ч3)
- Общество содействия обороне Украины использует комбинацию Я1.

### Сочетания букв, которые можно использовать на номерных знаках
Стандартные номерные знаки:
| AA | BA | CA | EA | HA | IA | KA | MA | OA | PA | TA | XA |
| AB | BB | CB | EB | HB | IB | KB | MB | OB | PB | TB | XB |
| AC | BC | СС | EC | HC | IC | KC | MC | OC | PC | TC | XC |
| AE | BE | CE | EE | HE | IE | KE | ME | OE | PE | TE | XE |
| AH | BH | CH | EH | HH | IH | KH | MH | OН | PH | TH | XH |
| AI | BI | CI | EI | HI | II | KI | MI | OI | PI | TI | XI |
| AK | BK | CK | EK | HK | IK | KK | MK | OK | PK | TK | XK |
| AM | BM | CM | EM | HM | IM | КМ | MM | OM | PM | TM | XM |
| AO | BO | CO | EO | HO | IO | KO | MO | OO | PO | TO | XO |
| AP | ВР | CP | EP | HP | IP | KP | MP | OP | PP | TP | XP |
| AT | BT | CT | ET | HT | IT | KT | MT | OT | PT | TT | XT |
| AX | BX | CX | EX | HX | IX | KX | MX | OX | PX | TX | ХХ |

Номерные знаки электромобилей. Серия Tx выдаётся владельцам автомобилей такси:
| —  | —  | —  | —  | —  | —  | —  | —  | —  | —  | —  | —  | —  | —  | —  | —  | — | —  | —  | —  | —  | TV | TW | —  | TY | TZ |   |    |    |    |    |    |    |    |    |    |    |    |    |    |    |    |    |   |    |    |    |    |    |    |    |    |    |
| YA | YB | YC | YD | YE | YF | YG | YH | YI | YJ | YK | YL | YM | YN | YO | YP | — | YR | YS | YT | YU | YV | YW | YX | YY | YZ | - | ZA | ZB | ZC | ZD | ZE | ZF | ZG | ZH | ZI | ZJ | ZK | ZL | ZM | ZN | ZO | ZP | — | ZR | ZS | ZT | ZU | ZV | ZW | ZX | ZY | ZZ |

### Зарезервированные серии
После отмены в 2007 году особых номерных знаков для представителей властных структур, некоторые серии полностью или частично были зарезервированы для использования представителями власти. В основном зарезервированные серии встречаются на киевских номерных знаках, так как все властные структуры сосредоточены в столице Украины.
Следующие серии являются зарезервированными:
- АА

(0001—1000) — резерв Офиса президента Украины
(80хх) — резерв Киевской городской государственной администрации
- ВВ (00хх, 29хх, 99хх) — резерв Управления государственной охраны Украины
- ВР — Верховная рада Украины
- ВС (00хх) — резерв Верховного суда
- КА

(00хх, 77хх) — резерв Верховной рады Украины
(33хх) — резерв Кабинета министров Украины
(44хх) — резерв Национального банка Украины
(99хх) — резерв МИД Украины
- КВ (33хх), КК (33хх), КТ (33хх), II (33хх) — резерв Кабинета министров Украины
- КI

(00хх, 77хх) — резерв Верховной рады Украины
(33хх) — резерв Кабинета министров Украины
- КМ — резерв Кабинета министров Украины
- КС

(00хх, 70хх) — резерв Конституционного суда Украины
(33хх) — резерв Кабинета министров Украины
- ММ (00хх), ТТ (00хх) — резерв личных автомобилей представителей МВД Украины

## Похожие номера

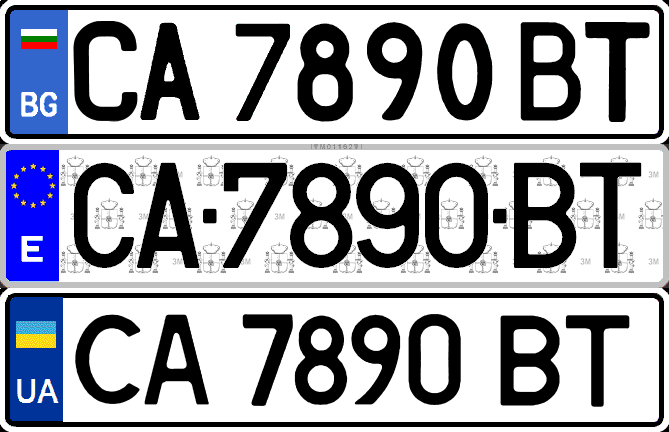
София — Кадис — Черкассы

По некоторым кодам регионов полностью повторяют текущие болгарские и прежние испанские номера (стандарт 1971 года, но он до сих пор действительный). Из-за этого некоторые номера не могут быть быстро идентифицированы, какой стране принадлежат. Это относится и к трём регионам Испании с приставками BA (провинция Бадахос), BI (Бильбао), CA (провинция Кадис); и пяти регионам Болгарии с приставками BT (Великотырновская область), BH (Видинская область), CA и СВ (София), CH (Сливенская область). Также украинские номера очень похожи на автономера Северной Македонии (регионы ВЕ, ВТ, КА, КІ, КО, КР совпадают с украинскими), однако северомакедонские номера выделяются красным квадратом перед цифрами.

## Предыдущие стандарты

### 1992—1993

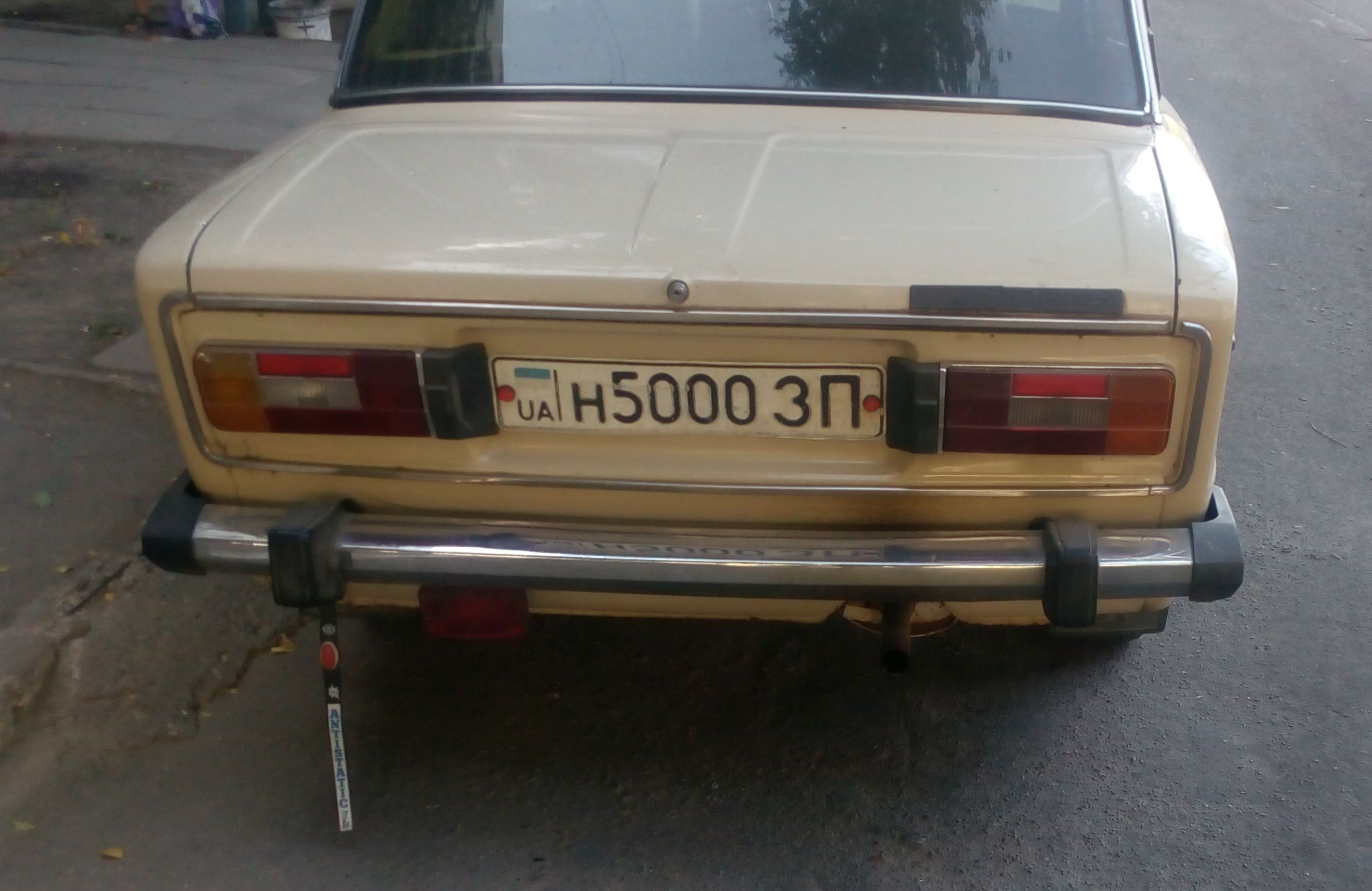
Советско-украинский номер, Запорожье

Первые собственные номера Украины ни внешним видом, ни форматом практически не отличались от советских номеров последнего стандарта, незначительным изменениям подверглись лишь дипломатические номера и номера нерезидентов. Единственным отличием служила изменённая индексация регионов — при кодировании регионов начали использовать только буквы украинского алфавита, схожие по начертанию с латиницей, а также букву «Я» (предполагалось, что она схожа с латинской «R», хотя более похожую и более логичную букву «У» не использовали).

#### Кодификация регионов
| Регион                                                          | Авто/мото   | Авто/мото    | Прицепы                  | Прицепы    | Тракторы и прицепы к ним | Тракторы и прицепы к ним |
| Регион                                                          | Старые коды | Новые коды   | Старые коды              | Новые коды | Старые коды              | Новые коды               |
| --------------------------------------------------------------- | ----------- | ------------ | ------------------------ | ---------- | ------------------------ | ------------------------ |
| Республика Крым                                                 | КР          | МЯ КР        | КР ЦР ЦС ЦД              | НЯ КР      | ЗГ ФЕ ФМ ФЖ              | КН КО                    |
| Винницкая область                                               | ВИ          | ВІ ВХ        | ВИ ВЦ                    | ВІ ХО      | УЗ УК                    | ВЕ ВЯ                    |
| Волынская область                                               | ВН          | ВН ВЯ        | ВН ВЧ                    | ВН         | ВИ ВШ                    | ВК ВМ                    |
| Днепропетровская область                                        | ДН ДП       | ЯА АЕ ДН     | ДН ДО ДР ДМ ДП (ДХ) (ДЭ) | ХХ ЯВ ЯС   | ЕВ                       | АА АВ                    |
| Донецкая область                                                | ДО ДЦ       | ЯН           | СЛ СЖ ДЕ (ДЛ) (ДФ)       | ХЕ ЯМ ЯН   | ДЦ ШУ                    | ТК ТМ                    |
| Житомирская область                                             | ЖИ ЖЖ ЖБ    | ІО           | ЖИ ЖК                    | НН         | ЖА ЖБ ЖЦ                 | АЕ АК                    |
| Закарпатская область                                            | ЗА          | ІК           | ЗА (ЗТ)                  | НМ         | ЗД                       | СК СМ                    |
| Запорожская область                                             | ЗП ЗН (ЗР)  | ЯТ           | ЗП ЗР ЗО (ЗС)            | ЕЕ ЯЯ ЯХ   | ЗЕ ЗЖ ЗП                 | ВО ВТ                    |
| Ивано-Франковская область                                       | ИФ          | ІВ           | ИД (ИГ)                  | ЕЯ         | ИК                       | МА МВ                    |
| Киевская область                                                | КХ          | КХ МІ        | КХ ФЛ ФМ ФН              | КХ МІ      | КВ КД УМ ФН              | КА КЯ                    |
| город Киев                                                      | КИ ХТ       | КІ КИ        | КИ УЧ УШ                 | КІ СЯ      | -                        | КС КТ                    |
| Кировоградская область                                          | КД          | ЕІ           | КД ФА                    | ВС ЕІ      | ФГ ФД                    | КЕ КМ                    |
| Луганская область                                               | ВГ (ЛУ)     | АІ           | ВР ВП ЛУ (ЛФ)            | ВР АІ      | ВЖ ВЧ ВШ                 | ЯА ЯК                    |
| Львовская область                                               | ЛВ          | ІН           | ЛВ ЛС                    | ХР ІН      | ЛА ЛБ                    | ЕА ЕМ                    |
| Николаевская область                                            | НИ          | НІ           | НИ НК                    | НК НІ      | НИ НА ОЭ                 | МК ММ                    |
| Одесская область                                                | ОД          | ОІ ОЯ        | ОГ ОД ОЕ ОЭ              | ОЕ ОЯ РХ   | ОА ОБ ОО ОП              | ОК ОМ                    |
| Полтавская область                                              | ПО(ОК)      | ІХ           | ПО ПТ                    | ХТ ІХ      | ПЛ ПГ                    | НО НР                    |
| Ровненская область                                              | РВ          | РВ           | РВ РИ                    | РВ         | РБ РД                    | РА РЕ                    |
| Сумская область                                                 | СУ          | СІ (СР) (СЯ) | СУ (СИ)                  | ОТ         | СД СЕ                    | СА СВ                    |
| Тернопольская область                                           | ТЕ          | ТІ ТЕ        | ТЕ ТЖ                    | ТЕ ТІ      | ТЖ ТД ЛЄ                 | ТА ТВ                    |
| Харьковская область                                             | ХА ХК       | ХА ХІ ХК     | ХА ХГ ХЦ ХЮ ХЕ           | ХА ХІ      | ХБ ХК ХИ                 | ТН ТО                    |
| Херсонская область                                              | ХО          | ХО (ХЯ)      | ХН ХД ХЖ ХШ (ХИ)         | ХН         | ХГ ХП                    | ЕН ЕО                    |
| Хмельницкая область                                             | ХМ          | ХМ ТЯ        | ХМ ХЛ ХФ                 | ХМ         | ХД ХЕ ШТ                 | ЕР ЕС                    |
| Черкасская область                                              | ЧК          | РК РС (PI)   | ЧК ЧС (ЧЛ) (ЧМ)          | РК ІА      | ЧБ ЧД                    | МН МО                    |
| Черниговская область                                            | ЧН          | РМ           | ЧН ЧО                    | ХВ         | ФЮ УУ УХ                 | ЯО ЯР                    |
| Черновицкая область                                             | ЧВ          | ІС           | ЧЦ (ЧВ) (ОЯ)             | ОХ ОІ      | ЧС                       | РМ РН                    |
| Примечание: в скобках указаны зарезервированные буквосочетания. |             |              |                          |            |                          |                          |

|                                                                                |                                                                                |                               |                  |                           |
| Передний автомобильный номер физических лиц (сверху) и юридических лиц (снизу) | Задний автомобильный номер юридических лиц и мотоциклов (уменьшенного размера) | Прицепной автомобильный номер | Тракторный номер | Номер тракторных прицепов |

|                                    |                                      | | |                  |
| Военный задний автомобильный номер | Военный передний автомобильный номер | Дипломатические автомобильные номера (CC и DP — дипломаты консульств и посольств, CDP — главы дип. представительств, S — техперсонал) | Автомобильный номер нерезидентов (В — экспорт, C — иностранные граждане, F — представители иностранных компаний и СМИ) | Транзитный номер |

### 1993—1995
Номера данного стандарта мало отличались от своих предшественников. Разница состояла лишь в нанесении в левой части номерных знаков для автомобилей флага Украины и кода «UA» (на ранних номерах флаг не рисовался). Кодификация регионов осталась прежней, хотя в некоторых регионах (например, в Днепропетровской области) наряду с новой кодификацией ходила и старая, поэтому там можно было встретить номера с украинским флагом и советским обозначением региона. В галерее представлены только те номера, вид которых изменился с 1992 года.
|                                    |                                              |                                                                                |                                      |                                    |
| Автомобильный номер физических лиц | Передний автомобильный номер юридических лиц | Задний автомобильный номер юридических лиц и мотоциклов (уменьшенного размера) | Военный передний автомобильный номер | Военный задний автомобильный номер |

### 1995—2004
В 1995 году на Украине принят новый стандарт номерных знаков, отличающийся от предыдущих. Количество цифр во всех типах номеров (кроме мотоциклетных) увеличилось до пяти, а букв уменьшилось до двух, прекратилось разделение на физических и юридических лиц, в левой части под флагом начал писаться числовой код региона. Изменилась и буквенная кодификация региона — из перечня используемых букв была исключена буква «Я» (кроме тракторных номеров, их кодификация перешла с предыдущего стандарта), таким образом число возможных используемых букв уменьшилось до 12.
В 1995 году также появляются знаки для первых лиц государства. На номерах данного вида отсутствовала региональная принадлежность, вместо неё был нарисован крупный флаг Украины, а в конце номера ставились две буквы государственной принадлежности: АП — Администрация президента, ВР — Верховная рада, КМ — Кабинет министров.
Примерно в это же время на Украине введён ещё один вид номерного знака, который выдавался не органами ГАИ, а Госгорпромнадзором. Предназначались эти знаки для крупнотоннажной и технологической техники, буквенные обозначения регионов на таких номерах не совпадали с автомобильными, на них позволялось использовать любые кириллические буквы украинского алфавита (смотри таблицу ниже). Транспорт с такими номерами фактически не имел права ездить по дорогам общего пользования, так как считался внутризаводским транспортом предприятия. Фон номеров был чёрный, а буквы — белые.
В 1997 году изменился формат номеров дипломатических представительств и нерезидентов. Первые три цифры, обозначающие код страны («красные» номера и «жёлтые» серий С и F) или регион регистрации («жёлтые» номера серии В, использовалась советская нумерация), были вынесены перед буквами и уменьшены в размерах. В 2001 году номера нерезидентов серий C (иностранный гражданин) и F (иностранная компания или СМИ) объединены в серию IT.
в 2000 году появились новые типы номерных знаков — для общественного транспорта и для органов МВД. Тогда же появилась возможность устанавливать на автомобиль индивидуальный номер.
В течение 1995—2004 года несколько раз менялся вид транзитных номерных знаков. До 2000 года транзитный номер выполнялся на бумажной основе для крепления под стёклами. С 2000 года номер стали делать из пластика, его размеры и формат совпадали с размерами и форматом обыкновенного номера, так как он предназначался для закрепления на штатную позицию номерного знака.
Сначала транзитный номер изготовляли на синем пластике, но через год (в 2001 году) цвет пластины сменили на зелёный, чтобы издалека отличать транзитный номер от недавно введённых номеров МВД, имевших синий фон. В 2003 году транзитный номер слегка изменили — вместо дефиса на номере начали рисовать табличку, где отмечалась дата выдачи номера.
|                                                              |                                                             |                     |                 |                  |                           |
| Автомобильный номер (регистрация в Днепропетровской области) | Задний автомобильный номер (регистрация в Киевской области) | Мотоциклетный номер | Прицепной номер | Тракторный номер | Номер тракторных прицепов |

|                     |                            |                     |                 |
| Автомобильный номер | Задний автомобильный номер | Мотоциклетный номер | Прицепной номер |

|                                             |                                                               |                                              |                                                           |
| Автомобильный номер высших должностных лиц. | Номер ТС, осуществляющего пассажирские перевозки, с 2000 года | Автомобильный номер МВД Украины, с 2000 года | Номер технологической техники (выдавал Госгорпромнадзор). |

|                                          |                                           |                                           |                                        |
| Транзитный номер 1995—2000 годы (бумага) | Транзитный номер 2000—2001 годы (пластик) | Транзитный номер 2001—2003 годы (пластик) | Транзитный номер с 2003 года (пластик) |

| |                                  |                                                                                                  |
| Дипломатические автомобильные номера дипломатов (CC и DP), техперсонала (S) и глав представительств (CDP) | Автомобильный номер нерезидентов | Автомобильный номер нерезидентов (иностранные граждане, иностранные компании и СМИ), с 2001 года |

#### Кодификация регионов
| Код ГАИ              | Код ГАИ                        | Буквенный код Госгорпромнадзора | Регион                    |
| Цифровой код региона | Буквенный код региона          | Буквенный код Госгорпромнадзора | Регион                    |
| -------------------- | ------------------------------ | ------------------------------- | ------------------------- |
| 01                   | КО, КР, РК, РХ                 | КМ, КР                          | АР Крым                   |
| 02                   | ВI, BT, BX                     | ВІ, ВЦ                          | Винницкая область         |
| 03                   | ВК, ВМ, ВО                     | ВН, ВЛ                          | Волынская область         |
| 04                   | АА, АВ, АЕ, АК, АН, AI, CM     | ДН, ДП                          | Днепропетровская область  |
| 05                   | ЕА, ЕВ, ЕЕ, ЕК, ЕН, ЕО, ЕС     | ДЦ, ДО                          | Донецкая область          |
| 06                   | ВА, ВВ, ВЕ                     | ЖІ, ЖТ                          | Житомирская область       |
| 07                   | РТ, РЕ, РА, РР                 | ЗА, ЗК                          | Закарпатская область      |
| 08                   | НА, НЕ, НО, НР, НС             | ЗП, ЗС                          | Запорожская область       |
| 09                   | ІВ, ІЕ, ІР, ІС                 | ІФ, ІА                          | Ивано-Франковская область |
| 10                   | КК, КМ, КХ                     | КХ, КІ                          | Киевская область          |
| 11                   | КА, КВ, КЕ, КН, КІ, КТ, ОО, ІІ | См. Киевская область            | город Киев                |
| 12                   | ОМ, ОН, ОС                     | КГ, КД                          | Кировоградская область    |
| 13                   | АМ, АО, АР, АТ, АХ             | ЛУ, ЛГ                          | Луганская область         |
| 14                   | ТА, ТВ, ТН, ТС, ТТ, ТО         | ЛВ, ЛК                          | Львовская область         |
| 15                   | НК, НТ, НІ                     | МК, МВ                          | Николаевская область      |
| 16                   | ОА, ОВ, ОЕ, ОК, ОТ             | ОД, ОЕ                          | Одесская область          |
| 17                   | СК, СН, СО, СР, СС, СТ         | ПЛ, ПВ                          | Полтавская область        |
| 18                   | РА, РВ, РО                     | РВ, РІ                          | Ровненская область        |
| 19                   | СА, СВ, СЕ                     | СУ, СМ                          | Сумская область           |
| 20                   | ТЕ, ТК, ТІ                     | ТЕ, ТР                          | Тернопольская область     |
| 21                   | ХА, ХВ, ХК, ХР                 | ХА, ХВ                          | Харьковская область       |
| 22                   | ХН, ХО                         | ХО, ХН                          | Херсонская область        |
| 23                   | ХМ, ХІ                         | ХМ, ХЛ                          | Хмельницкая область       |
| 24                   | МА, МВ, МЕ, МТ                 | ЧК, ЧР                          | Черкасская область        |
| 25                   | МК, ММ, МН                     | ЧН, ЧГ                          | Черниговская область      |
| 26                   | МО, МР, МС                     | ЧВ, ЧЦ                          | Черновицкая область       |
| 27                   | КС                             | См. АР Крым                     | город Севастополь         |
| 28                   | НН, ІІ                         | —                               | общегосударственная серия |

### 2004—2015

Номера этого периода практически ничем не отличались от современных номеров, введённых в 2015 году. Единственное отличие состояло во внешнем виде национальной символики, представлявшем собой находящийся слева блок в виде цветов флага Украины с гербом страны на синем фоне и надписью «UA» на жёлтом. На двух- и трёхрядных номерных знаках символика располагалась на всю ширину, а на индивидуальных номерах и номерах МВД была как на номерах 1995—2004 годов.

#### Также использовались
- Номерные знаки автомобилей и мотоциклов, изготавливаемые по индивидуальному заказу (2004—2007)

|  |  |

Изначально внешний вид знаков соответствовал действующему стандарту, но из-за фактического отсутствия региональной привязки в индивидуальных номерах нового стандарта, с 1 января 2007 года было решено вернуться к старой кодификации периода 1995—2004 годов.
- Номерные знаки высших должностных лиц (2004—2008)

|  |

Верхний номерной знак — более ранний, содержал от двух до четырёх цифр в зависимости от ранга высшего лица. Нижний — «постреволюционный» вариант (с 1 августа 2005 года), из номера убран флаг, а цифр стало три независимо от ранга лица.
С 1 апреля 2008 года данные виды номеров перестали существовать.
- Номерные знаки МВД (2004—2005)

|  |

Изначально номерные знаки МВД Украины предполагалось сделать такими же, как обычные автомобильные, но с серией MI (по первым буквам слова «Міліція»). 1 августа 2005 года было внесено изменение в стандарт, возвращающее МВД особые номера в сине-белой цветовой гамме.
- Транзитные номерные знаки (2004—2006)

|  |  |

Изначально транзитные знаки для автомобилей (слева) и нововведённые для мотоциклов (справа) не имели региональной привязки, вместо неё рисовалась табличка с датой выдачи номера (перекочевала с предыдущего стандарта). Данное решение было признано неудачным, и с 1 января 2007 года, при введении нового уточнённого стандарта, транзитные номера вновь получили региональную привязку, табличка была упразднена, а количество типов транзитных номеров впоследствии было существенно расширено.
- Знаки для автотранспорта дипломатических представительств, консульств, представительств международных организаций и членов семей их персонала (2004—07.2013)

|  |

С 2004 года и до июля 2013 года дипломатические номера имели единый вид для всех сотрудников дипломатических представительств. В июле 2013 года было решено вернуться к практике разделения дипломатических номеров (главы представительств, прочие лица с дипломатическим статусом и техперсонал).